# 公子朝 (蔡国)
公子朝（？—？），姬姓，名朝，春秋时期蔡国的公子，为蔡文侯之子，任蔡国太师。

## 生平
公子朝与楚国大夫伍参是好友，因此两者的儿子公孙归生（字子家，即声子）和伍举也是好友，公孙归生曾和屈建说楚才晋用，以助流亡在外的伍举回楚国。
公子朝的孙子是朝吴，为蔡国复国的重要人物。